# Daniel Casper von Lohenstein
Daniel Casper von Lohenstein, född 25 januari 1635 i Nimptsch, hertigdömet Brieg, död 28 april 1683 i Breslau, var en tysk författare.
Lohenstein var en beryktad medlem av den så kallade andra schlesiska diktarskolan, syndikus i Breslau och tillsammans med Christian Hofmann von Hoffmannswaldau den svulstiga schlesiska naturalismens mest kände representant. Han skrev bombastiska tragedier som Kleopatra (1661), Epicharis (1665) och Ibrahim Sultan (1673), alla inspirerade av Seneca den yngre. Pjäserna har av senare tiders litteraturvetare rönt föga uppskattning. Lohenstein skrev även en jättelik heroisk roman, Grossmütiger Feldherr Arminius (1689-90), där han i enlighet med tidens smak för den tyska och germanska hjältehistorien visar sin starka patriotism. Lohenstein var högt skattad av sin samtid.